# クロイドン
クロイドン（Croydon）は、ロンドン南部のクロイドン区にあるタウン、地区。「クロイドン」の地名は、古英語で「野生サフランの咲く谷」を意味する。元はサリー州に属していたが、1965年に周辺の町村と合併してクロイドン区となり、グレーター・ロンドン（大ロンドン）に編入された。2017年に公開された映画『パーティで女の子に話しかけるには』の舞台となった。

## 交通
- ナショナル・レールのイースト・クロイドン駅、ウェスト・クロイドン駅
- クロイドン空港（廃止）

## スポーツ
- クロイドン・アスレティックFC